# Okres Nymburk
Okres Nymburk (deutsch: Bezirk Nimburg) ist ein Bezirk im östlichen Teil des Středočeský kraj, in der Elbebene, auf einer Höhe zwischen 170 und 300 Metern. Auf 876 km² leben in 87 Gemeinden rund 86.000 Einwohner, deren Anteil in den sieben Städten Nymburk, Poděbrady, Lysá nad Labem, Městec Králové, Sadská, Milovice und Rožďalovice beträgt 55 %.
In der Vergangenheit war Nymburk eine landwirtschaftlich geprägte Gegend. Die Industrie siedelte sich erst nach dem Anschluss an das Eisenbahnnetz an. Tradition im Bezirk hat der Maschinenbau, Lebensmittelindustrie, Gummiverarbeitung und Glasindustrie. Der größte Arbeitgeber ist die Glasfabrik BOHEMIA. In der Landwirtschaft werden traditionsgemäß Getreide, Zuckerrüben, Gemüse und Obst angebaut.
Der Anteil der arbeitenden Bevölkerung beträgt 52 %, davon 26 % in der Industrie und knapp sieben Prozent in der Landwirtschaft. Der Durchschnittslohn liegt mit 15.045 Kronen unter dem der Region. Die Arbeitslosigkeit beträgt 9,1 %.

## Sehenswürdigkeiten
Neben einigen Sehenswürdigkeiten lockt der Bezirk vor allem Kurgäste.
- In Poděbrady werden Herzerkrankungen und Fehler am Bewegungsapparat kuriert. Daneben befindet sich hier das im 13. Jahrhundert erbaute Schloss Poděbrady, in dem der böhmische Herrscher Jiří z Poděbrad geboren wurde.
- Nymburk bietet eine interessante Stadtmauer mit Basteien aus dem 14. Jahrhundert
- In Lysá nad Labem findet man einen wunderschönen Barock-Schlossgarten und eine Barockpfarrei mit Kirche.
- Přerov nad Labem ist bekannt durch sein Elbe-Naturmuseum.
- Libice nad Cidlinou war der Sitz der berühmten Slawnikiden.
- Daneben befinden sich im Bezirk sechs Naturparks.

Zum 1. Januar 2007 kam der Ort Vrbová Lhota aus dem Okres Kolín hinzu und die Gemeinden Choťovice, Pňov-Předhradí, Tatce und Žehuň wechselten dorthin. Zum Jahresbeginn 2021 wechselte Černíky in den Okres Kolín. 

## Städte und Gemeinden
Běrunice – Bobnice – Bříství – Budiměřice – Čilec – Činěves – Dlouhopolsko – Dobšice – Dvory – Dymokury – Hořany – Hořátev – Hradčany – Hradištko – Hrubý Jeseník – Chleby – Choťánky – Chotěšice – Chrást – Chroustov – Jíkev – Jiřice – Jizbice – Kamenné Zboží – Kněžice – Kněžičky – Kolaje – Kostelní Lhota – Kostomlátky – Kostomlaty nad Labem – Košík – Kounice – Kouty – Kovanice – Krchleby – Křečkov – Křinec – Libice nad Cidlinou – Loučeň – Lysá nad Labem – Mcely – Městec Králové – Milčice – Milovice – Netřebice – Nový Dvůr – Nymburk – Odřepsy – Okřínek – Opočnice – Opolany – Oseček – Oskořínek – Ostrá – Pátek – Písková Lhota – Písty – Poděbrady – Podmoky – Přerov nad Labem – Rožďalovice – Sadská – Sány – Seletice – Semice – Senice – Sloveč – Sokoleč – Stará Lysá – Starý Vestec – Straky – Stratov – Třebestovice – Úmyslovice – Velenice – Velenka – Vestec – Vlkov pod Oškobrhem – Vrbice – Vrbová Lhota – Všechlapy – Vykáň – Záhornice – Zbožíčko – Zvěřínek – Žitovlice